# Mercury City Tower
A Mercury City Tower egy 339 méter magas, 75 emeletes épület Moszkvában. A város egyik fontos üzleti központja. Az épületet 2012-ben adták át.

## Fordítás
- Ez a szócikk részben vagy egészben  a   Mercury City Tower című angol Wikipédia-szócikk ezen változatának fordításán alapul.  Az eredeti cikk szerkesztőit annak laptörténete sorolja fel. Ez a jelzés csupán a megfogalmazás eredetét és a szerzői jogokat jelzi, nem szolgál a cikkben szereplő információk forrásmegjelöléseként.